# Hockey Pro League 2019 (vrouwen)
De Hockey Pro League voor vrouwen werd in 2019 voor de eerste keer gehouden. Het toernooi begon in januari en eindigde in juni. Het finaletoernooi werd in het Wagenerstadion in Amstelveen gespeeld. De eerste vier teams in dit toernooi plaatsten zich voor het kwalificatietoernooi voor de Olympische Spelen van 2020. Nederland won het toernooi door in de finale Australië via shoot-outs te verslaan. Duitsland werd derde na een overwinning met shoot-outs  op Argentinië.

## Kwalificatie
De negen deelnemende landen werden in 2017 aangewezen door de FIH.

## Opzet
De negen landen spelen twee keer tegen elk ander land; een keer thuis en een keer uit. De wedstrijden worden gespeeld van januari tot juni. 
Allereerst worden de wedstrijden gespeeld op het zuidelijk halfrond; de landen van het noordelijk halfrond spelen daar al hun uitwedstrijden tegen de landen van het zuidelijk halfrond. In dezelfde periode spelen alle landen van het zuidelijk halfrond hun onderlinge wedstrijden. Vervolgens wordt het noordelijk halfrond aangedaan en spelen de noordelijke landen hun thuiswedstrijden tegen de zuidelijke en spelen ze hun onderlinge wedstrijden. 
De top vier speelt direct aansluitend in een finaletoernooi om de titel.
Het speelschema voor de groepswedstrijden werd begin 2018 door de FIH gepresenteerd.
Deelnemende landen
- Argentinië
- Australië
- België
- China
- Engeland
- Duitsland
- Nederland
- Nieuw-Zeeland
- Verenigde Staten

## Uitslagen
Alle tijden zijn locale tijden.

### Groepsfase
| Team             | GS | W  | SOW | SOV | V  | DV | DT | +/− | Pnt |
| ---------------- | -- | -- | --- | --- | -- | -- | -- | --- | --- |
| Nederland        | 16 | 15 | 0   | 0   | 1  | 41 | 10 | +31 | 45  |
| Argentinië       | 16 | 10 | 4   | 0   | 2  | 31 | 15 | +16 | 38  |
| Australië        | 16 | 9  | 1   | 1   | 5  | 35 | 23 | +12 | 30  |
| Duitsland        | 16 | 9  | 0   | 2   | 5  | 34 | 24 | +10 | 29  |
| België           | 16 | 6  | 1   | 1   | 8  | 21 | 27 | -6  | 21  |
| Nieuw-Zeeland    | 16 | 6  | 0   | 0   | 10 | 29 | 32 | -3  | 18  |
| China            | 16 | 4  | 0   | 2   | 10 | 27 | 40 | -13 | 14  |
| Groot-Brittannië | 16 | 3  | 2   | 1   | 13 | 22 | 37 | -15 | 14  |
| Verenigde Staten | 16 | 1  | 1   | 2   | 12 | 15 | 47 | -32 | 7   |

| 26 januari 2019 20:00  |           |        |                                                                                               |
| Argentinië             | 2-0       | België | Estadio Municipal de Hockey, Córdoba Scheidsrechters: Kelly Hudson (NZL) Maggie Giddens (USA) |
| Jankunas 12' Habif 42' | (verslag) |        | Estadio Municipal de Hockey, Córdoba Scheidsrechters: Kelly Hudson (NZL) Maggie Giddens (USA) |

| 27 januari 2019 14:30 |           |               | |
| Nieuw-Zeeland         | 0-1       | Nederland     | North Harbour Hockey Stadium, Auckland Scheidsrechters: Aleisha Neumann (AUS) Annelize Rostron (RSA) |
|                       | (verslag) | Krekelaar 38' | North Harbour Hockey Stadium, Auckland Scheidsrechters: Aleisha Neumann (AUS) Annelize Rostron (RSA) |

| 1 februari 2019 17:30 |           |          |                                                                                                  |
| Nieuw-Zeeland         | 0-1       | België   | North Harbour Hockey Stadium, Auckland Scheidsrechters: Aleisha Neumann (AUS) Liu Xiaoying (CHN) |
|                       | (verslag) | Boon 59' | North Harbour Hockey Stadium, Auckland Scheidsrechters: Aleisha Neumann (AUS) Liu Xiaoying (CHN) |

| 2 februari 2019 15:30                |           |                              |                                                                                                 |
| Argentinië                           | 2-2       | Verenigde Staten             | Estadio Municipal de Hockey, Córdoba Scheidsrechters: Michelle Joubert (RSA) Amber Church (NZL) |
| Rebecchi 46' Merino 50'              | (verslag) | Allessie 14' Moyer 24'       | Estadio Municipal de Hockey, Córdoba Scheidsrechters: Michelle Joubert (RSA) Amber Church (NZL) |
| Shoot-out                            |           |                              | Estadio Municipal de Hockey, Córdoba Scheidsrechters: Michelle Joubert (RSA) Amber Church (NZL) |
| Merino d'Elia Rebecchi Von der Heyde | 3-1       | Sharky Gonzales Manley Woods | Estadio Municipal de Hockey, Córdoba Scheidsrechters: Michelle Joubert (RSA) Amber Church (NZL) |

| 2 februari 2019 17:00 |           |           |                                                                                             |
| Australië             | 1-0       | Nederland | State Netball Hockey Centre, Melbourne Scheidsrechters: Aleesha Unka (NZL) Emi Yamada (JPN) |
| Claxton 21'           | (verslag) |           | State Netball Hockey Centre, Melbourne Scheidsrechters: Aleesha Unka (NZL) Emi Yamada (JPN) |

| 3 februari 2019 16:45 |           |                          |                                                                                             |
| Australië             | 1-2       | België                   | State Netball Hockey Centre, Melbourne Scheidsrechters: Aleesha Umka (NZL) Emi Yamada (JPN) |
| Peris 57'             | (verslag) | Struijk 35' Versavel 47' | State Netball Hockey Centre, Melbourne Scheidsrechters: Aleesha Umka (NZL) Emi Yamada (JPN) |

| 8 februari 2019 17:30                                |           |                  | |
| Nieuw-Zeeland                                        | 5-1       | Groot-Brittannië | Nga Puna Wai Hockey Stadium, Christchurch Scheidsrechters: Irene Presenqui (ARG) Ayanna McClean (TRI) |
| Merry 5' Gunson 19' Merry 35' Merry 51' Robinson 59' | (verslag) | Ansley 11'       | Nga Puna Wai Hockey Stadium, Christchurch Scheidsrechters: Irene Presenqui (ARG) Ayanna McClean (TRI) |

| 9 februari 2019 16:45                               |           |                            |                                                                                            |
| Australië                                           | 4-3       | China                      | Tasmanian Hockey Centre, Hobart Scheidsrechters: Aleesha Unka (NZL) Annelize Rostron (RSA) |
| Williams 13' Malone 28' Stewart 48' Fitzpatrick 50' | (verslag) | Zhong 25' Dan 29' Yong 56' | Tasmanian Hockey Centre, Hobart Scheidsrechters: Aleesha Unka (NZL) Annelize Rostron (RSA) |

| 10 februari 2019 16:45 |           |                             |                                                                                            |
| Australië              | 2-2       | Duitsland                   | Tasmanian Hockey Centre, Hobart Scheidsrechters: Aleesha Unka (NZL) Annelize Rostron (RSA) |
| Taylor 9' Stewart 32'  | (verslag) | Granitzki 22' Granitzki 47' | Tasmanian Hockey Centre, Hobart Scheidsrechters: Aleesha Unka (NZL) Annelize Rostron (RSA) |
| Shoot-out              |           |                             | Tasmanian Hockey Centre, Hobart Scheidsrechters: Aleesha Unka (NZL) Annelize Rostron (RSA) |
| Bone Williams Peris    | 3-1       | Lorenz Gräve Hauke Pieper   | Tasmanian Hockey Centre, Hobart Scheidsrechters: Aleesha Unka (NZL) Annelize Rostron (RSA) |

| 15 februari 2019 17:30 |           |                                         | |
| Nieuw-Zeeland          | 1-3       | Duitsland                               | Nga Puna Wai Hockey Stadium, Christchurch Scheidsrechters: Michelle Joubert (RSA) Hyun Young Kang (KOR) |
| Robinson 1'            | (verslag) | Stapenhorst 21' Maertens 29' Gablac 40' | Nga Puna Wai Hockey Stadium, Christchurch Scheidsrechters: Michelle Joubert (RSA) Hyun Young Kang (KOR) |

| 16 februari 2019 17:15                      |           |                  |                                                                                    |
| Australië                                   | 3-0       | Groot-Brittannië | Perth Hockey Stadium, Perth Scheidsrechters: Kelly Hudson (NZL) Jung Hee Kim (KOR) |
| Commerford 15' Williams 23' Fitzpatrick 50' | (verslag) |                  | Perth Hockey Stadium, Perth Scheidsrechters: Kelly Hudson (NZL) Jung Hee Kim (KOR) |

| 16 februari 2019 19:00 |           |                                                      |                                                                                                |
| Verenigde Staten       | 0-5       | Nederland                                            | Kentner Stadium, Winston-Salem Scheidsrechters: Alison Keogh (IRL) Carolina de la Fuente (ARG) |
|                        | (verslag) | Welten 5' Leurink 8' Matla 11' Keetels 17' Matla 25' | Kentner Stadium, Winston-Salem Scheidsrechters: Alison Keogh (IRL) Carolina de la Fuente (ARG) |

| 17 februari 2019 14:30 |           |       | |
| Nieuw-Zeeland          | 2-0       | China | Nga Puna Wai Hockey Stadium, Christchurch Scheidsrechters: Michelle Joubert (RSA) Hyun Young Kang (KOR) |
| Merry 32' Merry 57'    | (verslag) |       | Nga Puna Wai Hockey Stadium, Christchurch Scheidsrechters: Michelle Joubert (RSA) Hyun Young Kang (KOR) |

| 22 februari 2019 21:00                                                               |           |                                                                    |                                                                                   |
| Argentinië                                                                           | 2-2       | Duitsland                                                          | CeNARD, Buenos Aires Scheidsrechters: Maggie Giddens (USA) Annelize Rostron (RSA) |
| Merino 3' Rebecchi 43'                                                               | (verslag) | Grote 37' Müller-Wieland 39'                                       | CeNARD, Buenos Aires Scheidsrechters: Maggie Giddens (USA) Annelize Rostron (RSA) |
| Shoot-out                                                                            |           |                                                                    | CeNARD, Buenos Aires Scheidsrechters: Maggie Giddens (USA) Annelize Rostron (RSA) |
| Merino d'Elia Von der Heyde Rebecchi Albertario Sudden Death: Von der Heyde Rebecchi | 4-3       | Lorenz Hauke Vivot Gräve Müller-Wieland Sudden Death: Lorenz Hauke | CeNARD, Buenos Aires Scheidsrechters: Maggie Giddens (USA) Annelize Rostron (RSA) |

| 23 februari 2019 14:00    |           |                                            |                                                                     |
| China                     | 2-2       | Groot-Brittannië                           | Changzhou Scheidsrechters: Ivona Makar (CRO) Michelle Meister (GER) |
| Liang 11' Gu 59'          | (verslag) | Neal 20' Ansley 22'                        | Changzhou Scheidsrechters: Ivona Makar (CRO) Michelle Meister (GER) |
| Shoot-out                 |           |                                            | Changzhou Scheidsrechters: Ivona Makar (CRO) Michelle Meister (GER) |
| Liang Zhang Zhong Wang He | 2-3       | Martin Sanders Robertson Pearne-Webb Toman | Changzhou Scheidsrechters: Ivona Makar (CRO) Michelle Meister (GER) |

| 24 februari 2019 18:00 |           |                       |                                                                           |
| Argentinië             | 1-2       | Nederland             | Buenos Aires Scheidsrechters: Maggie Giddens (USA) Annelize Rostron (RSA) |
| d'Elia 14'             | (verslag) | Matla 17' Sanders 34' | Buenos Aires Scheidsrechters: Maggie Giddens (USA) Annelize Rostron (RSA) |

| 2 maart 2019 16:45     |           |                  |                                                               |
| Australië              | 2-1       | Verenigde Staten | Sydney Scheidsrechters: Amber Church (NZL) Xiaoying Liu (CHN) |
| Kenny 46' Williams 52' | (verslag) | Grega 7'         | Sydney Scheidsrechters: Amber Church (NZL) Xiaoying Liu (CHN) |

| 3 maart 2019 14:00 |           |                   |                                                                    |
| China              | 1-2       | Nederland         | Changzhou Scheidsrechters: Alison Keogh (IRL) Maggie Giddens (USA) |
| Guo 52'            | (verslag) | Stam 21' Moes 56' | Changzhou Scheidsrechters: Alison Keogh (IRL) Maggie Giddens (USA) |

| 6 maart 2019 14:00 |           |            |                                                                    |
| China              | 2-1       | Duitsland  | Changzhou Scheidsrechters: Kelly Hudson (NZL) Maggie Giddens (USA) |
| Cui 29' Zhang 40'  | (verslag) | Gablac 53' | Changzhou Scheidsrechters: Kelly Hudson (NZL) Maggie Giddens (USA) |

| 8 maart 2019 17:30              |           |                  |                                                                   |
| Nieuw-Zeeland                   | 3-1       | Verenigde Staten | Auckland Scheidsrechters: Laurine Delforge (BEL) Emi Jamada (JPN) |
| Merry 19' Pearce 25' Gunson 34' | (verslag) | Grega 51'        | Auckland Scheidsrechters: Laurine Delforge (BEL) Emi Jamada (JPN) |

| 10 maart 2019 14:30 |           |                                         |                                                                                                 |
| Nieuw-Zeeland       | 0-3       | Argentinië                              | North Harbour Hockey Stadium, Auckland Scheidsrechters: Laurine Delforge (BEL) Emi Yamada (JPN) |
|                     | (verslag) | Albertario 14' Retegui 23' Luchetti 47' | North Harbour Hockey Stadium, Auckland Scheidsrechters: Laurine Delforge (BEL) Emi Yamada (JPN) |

| 16 maart 2019 16:45 |           |            |                                                                                        |
| Australië           | 0-1       | Argentinië | Sydney Olympic Park, Sydney Scheidsrechters: Laurine Delforge (BEL) Liu Xiaoying (CHN) |
|                     | (verslag) | Merino 24' | Sydney Olympic Park, Sydney Scheidsrechters: Laurine Delforge (BEL) Liu Xiaoying (CHN) |

| 17 maart 2019 16:45 |           |                             |                                                                                        |
| Australië           | 1-3       | Nieuw-Zeeland               | Sydney Olympic Park, Sydney Scheidsrechters: Laurine Delforge (BEL) Liu Xioaying (CHN) |
| S. Fitzpatrick 48'  | (verslag) | Merry 17', 32' Robinson 52' | Sydney Olympic Park, Sydney Scheidsrechters: Laurine Delforge (BEL) Liu Xioaying (CHN) |

| 21 maart 2019 16:00 |           |                |                                                                                          |
| China               | 0-1       | Argentinië     | Wujin Hockeystadion, Changzhou Scheidsrechters: Michelle Meister (GER) Ivona Makar (CRO) |
|                     | (verslag) | Albertario 10' | Wujin Hockeystadion, Changzhou Scheidsrechters: Michelle Meister (GER) Ivona Makar (CRO) |

| 22 maart 2019 16:00                      |           |                                     | |
| China                                    | 5-3       | Nieuw-Zeeland                       | Wujin Hockeystadion, Changzhou Scheidsrechters: Michelle Meister (GER) Celine Martin-Schmets (BEL) |
| Cui 9' Zhang X. 19' Gu 51', 60+' Guo 56' | (verslag) | Michelsen 52' Gloyn 54' Keddell 60' | Wujin Hockeystadion, Changzhou Scheidsrechters: Michelle Meister (GER) Celine Martin-Schmets (BEL) |

| 29 maart 2019 19:00                                               |           |                                                                                |                                                                                           |
| Verenigde Staten                                                  | 1-1       | België                                                                         | Spooky Nook Sports, Lancaster Scheidsrechters: Ayanna McClean (TTO) Irene Presenqui (ARG) |
| Grega 50'                                                         | (verslag) | Gerniers 5'                                                                    | Spooky Nook Sports, Lancaster Scheidsrechters: Ayanna McClean (TTO) Irene Presenqui (ARG) |
| Shoot-out                                                         |           |                                                                                | Spooky Nook Sports, Lancaster Scheidsrechters: Ayanna McClean (TTO) Irene Presenqui (ARG) |
| Gonzales Manley Moyer Paolino Matson Manley Moyer Matson Gonzales | 5–4       | Versavel Leclef Ballenghien Limauge Puvrez Leclef Limauge Versavel Ballenghien | Spooky Nook Sports, Lancaster Scheidsrechters: Ayanna McClean (TTO) Irene Presenqui (ARG) |

| 31 maart 2019 18:00 |           |       | |
| Argentinië          | 1-0       | China | Estadio Mundialista Luciana Aymar, Rosario Scheidsrechters: Laurine Delforge (BEL) Allison Keogh (IRE) |
| D'Elía 37'          | (verslag) |       | Estadio Mundialista Luciana Aymar, Rosario Scheidsrechters: Laurine Delforge (BEL) Allison Keogh (IRE) |

| 31 maart 2019 18:00 |           |                              |                                                                                             |
| Verenigde Staten    | 1-3       | Groot-Brittannië             | Spooky Nook Sports, Lancaster Scheidsrechters: Michelle Joubert (RSA) Irene Presenqui (ARG) |
| Allessie 22'        | (verslag) | Owsley 27', 41' Defroand 34' | Spooky Nook Sports, Lancaster Scheidsrechters: Michelle Joubert (RSA) Irene Presenqui (ARG) |

| 6 april 2019 18:00                            |           |                       | |
| Argentinië                                    | 4-2       | Groot-Brittannië      | Estadio Mundialista Luciana Aymar, Rosario Scheidsrechters: Laurine Delforge (BEL) Allison Keogh (IRE) |
| Jankunas 26', 31' Zuloaga 34' M. Granatto 56' | (verslag) | Balsdon 28' Jones 57' | Estadio Mundialista Luciana Aymar, Rosario Scheidsrechters: Laurine Delforge (BEL) Allison Keogh (IRE) |

| 7 april 2019 15:30                     |           |           |                                                                                      |
| België                                 | 4-1       | China     | Royal Uccle Sport, Brussel Scheidsrechters: Michelle Meister (GER) Ivona Makar (CRO) |
| Gerniers 22', 36', 40' Ballenghien 33' | (verslag) | Liang 52' | Royal Uccle Sport, Brussel Scheidsrechters: Michelle Meister (GER) Ivona Makar (CRO) |

| 10 april 2019 18:30    |           |                  |                                                                                           |
| België                 | 2-1       | Verenigde Staten | Royal Uccle Sport, Brussel Scheidsrechters: Carolina de la Fuente (ARG) Ivona Makar (CRO) |
| Weyns 39' Versavel 60' | (verslag) | Gonzales 44'     | Royal Uccle Sport, Brussel Scheidsrechters: Carolina de la Fuente (ARG) Ivona Makar (CRO) |

| 10 april 2019 19:00                                        |           |       |                                                                                           |
| Nederland                                                  | 6-0       | China | De Klapperboom, Utrecht Scheidsrechters: Celine Martin-Schmets (BEL) Ayanna McClean (TTO) |
| Van Maasakker 7', 42', 54' Matla 48' De Waard 51' Veen 53' | (verslag) |       | De Klapperboom, Utrecht Scheidsrechters: Celine Martin-Schmets (BEL) Ayanna McClean (TTO) |

| 13 april 2019 15:30                      |           |               | |
| Argentinië                               | 3-1       | Nieuw-Zeeland | Estadio Mundialista Luciana Aymar, Rosario Scheidsrechters: Aleisha Neumann (AUS) Sarah Wilson (SCO) |
| Alonso 29' Jankunas 48' Trinchinetti 52' | (verslag) | Michelsen 26' | Estadio Mundialista Luciana Aymar, Rosario Scheidsrechters: Aleisha Neumann (AUS) Sarah Wilson (SCO) |

| 14 april 2019 16:00                                                         |           |                  |                                                                                                  |
| Nederland                                                                   | 7-1       | Verenigde Staten | Hazelaarweg Stadion, Rotterdam Scheidsrechters: Carolina de la Fuente (ARG) Ayanna McClean (TTO) |
| De Waard 13', 22' Fortuin 18', 37' Jansen 41' Keetels 45' Van Maasakker 56' | (verslag) | West 6'          | Hazelaarweg Stadion, Rotterdam Scheidsrechters: Carolina de la Fuente (ARG) Ayanna McClean (TTO) |

| 24 april 2019 18:30 |           |                  |                                                                                       |
| Duitsland           | 2-0       | Groot-Brittannië | Hockeypark, Mönchengladbach Scheidsrechters: Kim Jung Hee (KOR) Irene Presenqui (ARG) |
| Gablać 38', 58'     | (verslag) |                  | Hockeypark, Mönchengladbach Scheidsrechters: Kim Jung Hee (KOR) Irene Presenqui (ARG) |

| 25 april 2019 14:30 |           |                                                          |                                                                                                   |
| Nieuw-Zeeland       | 1-5       | Australië                                                | North Harbour Hockey Stadium, Auckland Scheidsrechters: Annelize Rostron (RSA) Liu Xiaoying (CHN) |
| Ritchie 30'         | (verslag) | Nobbs 2' Chalker 21' S. Fitzpatrick 31' Stewart 53', 58' | North Harbour Hockey Stadium, Auckland Scheidsrechters: Annelize Rostron (RSA) Liu Xiaoying (CHN) |

| 26 april 2019 18:30 |           |           |                                                                                       |
| Duitsland           | 0-1       | Nederland | Hockeypark, Mönchengladbach Scheidsrechters: Kim Jung Hee (KOR) Irene Presenqui (ARG) |
|                     | (verslag) | Matla 3'  | Hockeypark, Mönchengladbach Scheidsrechters: Kim Jung Hee (KOR) Irene Presenqui (ARG) |

| 27 april 2019 14:00                     |           |                                     | |
| Groot-Brittannië                        | 1-1       | Verenigde Staten                    | Lee Valley Hockey and Tennis Centre, Londen Scheidsrechters: Michelle Meister (GER) Celine Martin-Schmets (BEL) |
| Ansley 30'                              | (verslag) | Moyer 44'                           | Lee Valley Hockey and Tennis Centre, Londen Scheidsrechters: Michelle Meister (GER) Celine Martin-Schmets (BEL) |
| Shoot-out                               |           |                                     | Lee Valley Hockey and Tennis Centre, Londen Scheidsrechters: Michelle Meister (GER) Celine Martin-Schmets (BEL) |
| Sanders Pearne-Webb Martin Howard Toman | 2–1       | Sharkey Moyer Gonzales Magadan West | Lee Valley Hockey and Tennis Centre, Londen Scheidsrechters: Michelle Meister (GER) Celine Martin-Schmets (BEL) |

| 28 april 2019 12:00                   |           |         |                                                                                       |
| Duitsland                             | 4-1       | China   | Hockeypark, Mönchengladbach Scheidsrechters: Kim Hung-hee (KOR) Irene Presenqui (ARG) |
| Lorenz 13', 21' Micheel 49' Grote 53' | (verslag) | Peng 2' | Hockeypark, Mönchengladbach Scheidsrechters: Kim Hung-hee (KOR) Irene Presenqui (ARG) |

| 30 april 2019 18:30    |           |                  |                                                                                           |
| Duitsland              | 2-1       | Verenigde Staten | Hockeypark, Mönchengladbach Scheidsrechters: Laurine Delforge (BEL) Irene Presenqui (ARG) |
| Micheel 11' Lorenz 53' | (verslag) | West 45'         | Hockeypark, Mönchengladbach Scheidsrechters: Laurine Delforge (BEL) Irene Presenqui (ARG) |

| 3 mei 2019 19:30 |           |                 | |
| Groot-Brittannië | 1-2       | China           | Lee Valley Hockey and Tennis Centre, Londen Scheidsrechters: Celine Martin-Schmets (BEL) Alison Keogh (IRL) |
| Ansley 41'       | (verslag) | Ou 35' Peng 44' | Lee Valley Hockey and Tennis Centre, Londen Scheidsrechters: Celine Martin-Schmets (BEL) Alison Keogh (IRL) |

| 4 mei 2019 18:00                              |           |                        |                                                                              |
| Argentinië                                    | 1-1       | Australië              | CeNARD, Buenos Aires Scheidsrechters: Amber Church (NZL) Karen Bennett (NZL) |
| D'Elía 18'                                    | (verslag) | M. Fitzpatrick 2'      | CeNARD, Buenos Aires Scheidsrechters: Amber Church (NZL) Karen Bennett (NZL) |
| Shoot-out                                     |           |                        | CeNARD, Buenos Aires Scheidsrechters: Amber Church (NZL) Karen Bennett (NZL) |
| D'Elía Von der Heyde Alonso Rebecchi Jankunas | 3–1       | Bone Bates Peris Nobbs | CeNARD, Buenos Aires Scheidsrechters: Amber Church (NZL) Karen Bennett (NZL) |

| 10 mei 2019 19:00 |           |                                                |                                                                                        |
| Verenigde Staten  | 0-4       | Australië                                      | Spooky Nook Sports, Lancaster Scheidsrechters: Kelly Hudson (NZL) Ayanna McClean (TTO) |
|                   | (verslag) | Malone 19' S. Fitzpatrick 50', 51' Chalker 58' | Spooky Nook Sports, Lancaster Scheidsrechters: Kelly Hudson (NZL) Ayanna McClean (TTO) |

| 12 mei 2019 18:00 |           |                                                  |                                                                                     |
| Verenigde Staten  | 0-4       | Argentinië                                       | Spooky Nook Sports, Lancaster Scheidsrechters: Kelly Hudson (NZL) Ivona Makar (CRO) |
|                   | (verslag) | Albertario 21' Rebecchi 37' V. Granatto 52', 53' | Spooky Nook Sports, Lancaster Scheidsrechters: Kelly Hudson (NZL) Ivona Makar (CRO) |

| 18 mei 2019 17:00                    |           |                                            | |
| Groot-Brittannië                     | 1-1       | Argentinië                                 | Lee Valley Hockey and Tennis Centre, Londen Scheidsrechters: Liu Xiaoying (CHN) Kelly Hudson (NZL) |
| Owsley 56'                           | (verslag) | Albertario 52'                             | Lee Valley Hockey and Tennis Centre, Londen Scheidsrechters: Liu Xiaoying (CHN) Kelly Hudson (NZL) |
| Shoot-out                            |           |                                            | Lee Valley Hockey and Tennis Centre, Londen Scheidsrechters: Liu Xiaoying (CHN) Kelly Hudson (NZL) |
| Toman Martin Pearne-Webb Jones Evans | 1–2       | D'Elía Albertario Alonso Rebecchi Jankunas | Lee Valley Hockey and Tennis Centre, Londen Scheidsrechters: Liu Xiaoying (CHN) Kelly Hudson (NZL) |

| 18 mei 2019 19:00                  |           |          |                                                                                                 |
| Verenigde Staten                   | 3-1       | China    | Spooky Nook Sports, Lancaster Scheidsrechters: Celine Martin-Schmets (BEL) Ayanna McClean (TTO) |
| Dessoye 20' Moyer 27' Gonzales 40' | (verslag) | Peng 53' | Spooky Nook Sports, Lancaster Scheidsrechters: Celine Martin-Schmets (BEL) Ayanna McClean (TTO) |

| 19 mei 2019 18:00      |           |        | |
| Groot-Brittannië       | 2-0       | België | Lee Valley Hockey and Tennis Centre, Londen Scheidsrechters: Liu Xiaoying (CHN) Kelly Hudson (NZL) |
| Balsdon 43' Owsley 53' | (verslag) |        | Lee Valley Hockey and Tennis Centre, Londen Scheidsrechters: Liu Xiaoying (CHN) Kelly Hudson (NZL) |

| 22 mei 2019 18:30 |           |                             | |
| Duitsland         | 1-2       | Argentinië                  | Crefelder Hockey und Tennis Club, Krefeld Scheidsrechters: Annelize Rostron (RSA) Alison Keogh (IRL) |
| Stapenhorst 33'   | (verslag) | Costa Biondi 55' D'Elía 60' | Crefelder Hockey und Tennis Club, Krefeld Scheidsrechters: Annelize Rostron (RSA) Alison Keogh (IRL) |

| 25 mei 2019 16:00                  |           |                                                       |                                                                                             |
| China                              | 3-3       | België                                                | Wujin Hockeystadion, Changzhou Scheidsrechters: Aleisha Neumann (AUS) Kang Hyun-young (KOR) |
| Zhang X. 2' Liang 3' Peng 40'      | (verslag) | Puvrez 33' Leclef 51' Struijk 53'                     | Wujin Hockeystadion, Changzhou Scheidsrechters: Aleisha Neumann (AUS) Kang Hyun-young (KOR) |
| Shoot-out                          |           |                                                       | Wujin Hockeystadion, Changzhou Scheidsrechters: Aleisha Neumann (AUS) Kang Hyun-young (KOR) |
| Liang He Zhong Zhang X. Peng Liang | 4–5       | Leclef Duquesne Gerniers Puvrez Vanden Borre Gerniers | Wujin Hockeystadion, Changzhou Scheidsrechters: Aleisha Neumann (AUS) Kang Hyun-young (KOR) |

| 30 mei 2019 15:30                               |           |                  |                                                                                  |
| België                                          | 4-1       | Groot-Brittannië | Wilrijkse Plein, Antwerpen Scheidsrechters: Alison Keogh (IRL) Ivona Makar (CRO) |
| Leclef 7' Vandermeiren 15+' Weyns 38' Nelen 52' | (verslag) | Robertson 51'    | Wilrijkse Plein, Antwerpen Scheidsrechters: Alison Keogh (IRL) Ivona Makar (CRO) |

| 1 juni 2019 18:00  |           |                  |                                                                                                |
| Nederland          | 2-0       | Groot-Brittannië | Sportpark Aalsterweg, Eindhoven Scheidsrechters: Laurine Delforge (BEL) Michelle Meister (GER) |
| Matla 12' Veen 20' | (verslag) |                  | Sportpark Aalsterweg, Eindhoven Scheidsrechters: Laurine Delforge (BEL) Michelle Meister (GER) |

| 1 juni 2019 19:00 |           |                               |                                                                                                  |
| Verenigde Staten  | 0-3       | Nieuw-Zeeland                 | Spooky Nook Sports, Lancaster Scheidsrechters: Celine Martin-Schmets (BEL) Kang Hyun-young (KOR) |
|                   | (verslag) | Davey 20' Gloyn 32' Merry 51' | Spooky Nook Sports, Lancaster Scheidsrechters: Celine Martin-Schmets (BEL) Kang Hyun-young (KOR) |

| 2 juni 2019 15:30 |           |                                    |                                                                                            |
| België            | 0-4       | Duitsland                          | Wilrijkse Plein, Antwerpen Scheidsrechters: Carolina de la Fuente (ARG) Sarah Wilson (SCO) |
|                   | (verslag) | Stapenhorst 3', 10', 58' Grote 40' | Wilrijkse Plein, Antwerpen Scheidsrechters: Carolina de la Fuente (ARG) Sarah Wilson (SCO) |

| 2 juni 2019 16:00 |           |                                           |                                                                                      |
| China             | 2-3       | Australië                                 | Wujin Hockeystadion, Changzhou Scheidsrechters: Karen Bennett (NZL) Emi Yamada (JPN) |
| Chen 14' Xu 59'   | (verslag) | M. Fitzpatrick 45' Chalker 49' Malone 56' | Wujin Hockeystadion, Changzhou Scheidsrechters: Karen Bennett (NZL) Emi Yamada (JPN) |

| 4 juni 2019 17:30          |           |              |                                                                                        |
| Nederland                  | 2-1       | Duitsland    | Sportpark Aalsterweg, Eindhoven Scheidsrechters: Alison Keogh (IRE) Liu Xiaoying (CHN) |
| Matla 6' Van Maasakker 46' | (verslag) | Maertens 48' | Sportpark Aalsterweg, Eindhoven Scheidsrechters: Alison Keogh (IRE) Liu Xiaoying (CHN) |

| 7 juni 2019 19:30          |           |                                                     | |
| Groot-Brittannië           | 3-4       | Duitsland                                           | Lee Valley Hockey and Tennis Centre, Londen Scheidsrechters: Michelle Joubert (RSA) Carolina de la Fuente (ARG) |
| Howard 10', 17' Petter 52' | (verslag) | Wortmann 26' Lorenz 40' Micheel 54' Stapenhorst 60' | Lee Valley Hockey and Tennis Centre, Londen Scheidsrechters: Michelle Joubert (RSA) Carolina de la Fuente (ARG) |

| 8 juni 2019 15:30 |           |                      |                                                                                     |
| België            | 1-2       | Nederland            | Wilrijkse Plein, Antwerpen Scheidsrechters: Sarah Wilson (SCO) Ayanna McClean (TTO) |
| Sinia 52'         | (verslag) | Jansen 20' Zerbo 41' | Wilrijkse Plein, Antwerpen Scheidsrechters: Sarah Wilson (SCO) Ayanna McClean (TTO) |

| 9 juni 2019 12:00       |           |               |                                                                                                  |
| Duitsland               | 2-1       | Nieuw-Zeeland | Crefelder Hockey und Tennis Club, Krefeld Scheidsrechters: Alison Keogh (IRE) Sarah Wilson (SCO) |
| Maertens 48' Pieper 52' | (verslag) | Pearce 8'     | Crefelder Hockey und Tennis Club, Krefeld Scheidsrechters: Alison Keogh (IRE) Sarah Wilson (SCO) |

| 9 juni 2019 13:30           |           |        |                                                                                                  |
| Nederland                   | 2-0       | België | Stadion HC Den Bosch, 's-Hertogenbosch Scheidsrechters: Michelle Meister (GER) Ivona Makar (CRO) |
| Matla 44' Van Maasakker 60' | (verslag) |        | Stadion HC Den Bosch, 's-Hertogenbosch Scheidsrechters: Michelle Meister (GER) Ivona Makar (CRO) |

| 9 juni 2019 16:00          |           |                                                    | |
| Groot-Brittannië           | 2-4       | Australië                                          | Lee Valley Hockey and Tennis Centre, Londen Scheidsrechters: Michelle Joubert (RSA) Carolina de la Fuente (ARG) |
| Pearne-Webb 43' Howard 53' | (verslag) | Fitzpatrick 18' Peris 18' Claxton 23' Williams 37' | Lee Valley Hockey and Tennis Centre, Londen Scheidsrechters: Michelle Joubert (RSA) Carolina de la Fuente (ARG) |

| 12 juni 2019 18:30      |           |                | |
| Duitsland               | 2-1       | België         | Crefelder Hockey und Tennis Club, Krefeld Scheidsrechters: Maggie Giddens (USA) Ayanna McClean (TRI) |
| Lorenz 51' Maertens 56' | (verslag) | Ballenghien 4' | Crefelder Hockey und Tennis Club, Krefeld Scheidsrechters: Maggie Giddens (USA) Ayanna McClean (TRI) |

| 12 juni 2019 19:30                 |           |                |                                                                                                   |
| Nederland                          | 3-2       | Nieuw-Zeeland  | Stadion HC Den Bosch, 's-Hertogenbosch Scheidsrechters: Michelle Meister (GER) Sarah Wilson (SCO) |
| Jonker 21' Albers 24' De Waard 55' | (verslag) | Merry 44', 54' | Stadion HC Den Bosch, 's-Hertogenbosch Scheidsrechters: Michelle Meister (GER) Sarah Wilson (SCO) |

| 15 juni 2019 16:00                   |           |                  |                                                                                         |
| China                                | 4-0       | Verenigde Staten | Wujin Hockeystadion, Changzhou Scheidsrechters: Ivona Makar (CRO) Aleisha Neumann (AUS) |
| Peng 29' Gu 37' Zhang X. 40' Guo 46' | (verslag) |                  | Wujin Hockeystadion, Changzhou Scheidsrechters: Ivona Makar (CRO) Aleisha Neumann (AUS) |

| 15 juni 2019 16:00 |           |            | |
| Groot-Brittannië   | 0-1       | Nederland  | Lee Valley Hockey and Tennis Centre, Londen Scheidsrechters: Laurine Delforge (BEL) Ayanna McClean (TTO) |
|                    | (verslag) | Jonker 59' | Lee Valley Hockey and Tennis Centre, Londen Scheidsrechters: Laurine Delforge (BEL) Ayanna McClean (TTO) |

| 16 juni 2019 12:00 |           |                            | |
| Duitsland          | 1-3       | Australië                  | Crefelder Hockey und Tennis Club, Krefeld Scheidsrechters: Celine Martin-Schmets (BEL) Sarah Wilson (SCO) |
| Gablac 32'         | (verslag) | Claxton 2', 3' Chalker 21' | Crefelder Hockey und Tennis Club, Krefeld Scheidsrechters: Celine Martin-Schmets (BEL) Sarah Wilson (SCO) |

| 16 juni 2019 15:30 |           |                     |                                                                                       |
| België             | 0-3       | Nieuw-Zeeland       | Wilrijkse Plein, Antwerpen Scheidsrechters: Michelle Meister (GER) Alison Keogh (IRL) |
|                    | (verslag) | Merry 36', 42', 59' | Wilrijkse Plein, Antwerpen Scheidsrechters: Michelle Meister (GER) Alison Keogh (IRL) |

| 19 juni 2019 18:30 |           |           |                                                                                       |
| België             | 1-0       | Australië | Wilrijkse Plein, Antwerpen Scheidsrechters: Alison Keogh (IRE) Michelle Meister (GER) |
| Ballenghien 54'    | (verslag) |           | Wilrijkse Plein, Antwerpen Scheidsrechters: Alison Keogh (IRE) Michelle Meister (GER) |

| 20 juni 2019 19:30   |           |             |                                                                                    |
| Nederland            | 2-1       | Argentinië  | De Klapperboom, Utrecht Scheidsrechters: Laurine Delforge (BEL) Sarah Wilson (SCO) |
| Welten 24' Matla 26' | (verslag) | Retegui 22' | De Klapperboom, Utrecht Scheidsrechters: Laurine Delforge (BEL) Sarah Wilson (SCO) |

| 22 juni 2019 19:00    |           |                                   |                                                                                         |
| Verenigde Staten      | 2-3       | Duitsland                         | Spooky Nook Sports, Lancaster Scheidsrechters: Ayanna McClean (TTO) Karen Bennett (NZL) |
| Grega 19' Hoffman 45' | (verslag) | Granitzki 20' Hauke 34' Grote 39' | Spooky Nook Sports, Lancaster Scheidsrechters: Ayanna McClean (TTO) Karen Bennett (NZL) |

| 23 juni 2019 15:00                          |           |             |                                                                                       |
| Nederland                                   | 3-1       | Australië   | Wagenerstadion, Amstelveen Scheidsrechters: Michelle Joubert (RSA) Amber Church (NZL) |
| Van den Assem 14' Leurink 51' Verschoor 54' | (verslag) | Chalker 57' | Wagenerstadion, Amstelveen Scheidsrechters: Michelle Joubert (RSA) Amber Church (NZL) |

| 23 juni 2019 15:30 |           |                          |                                                                                   |
| België             | 1-2       | Argentinië               | Wilrijkse Plein, Antwerpen Scheidsrechters: Sarah Wilson (SCO) Alison Keogh (IRL) |
| Vanden Borre 60'   | (verslag) | Retegui 17' Granatto 23' | Wilrijkse Plein, Antwerpen Scheidsrechters: Sarah Wilson (SCO) Alison Keogh (IRL) |

| 23 juni 2019 16:00         |           |               |                                                                                     |
| Groot-Brittannië           | 3-1       | Nieuw-Zeeland | Twickenham Stoop, Londen Scheidsrechters: Liu Xiaoying (CHN) Michelle Meister (GER) |
| Martin 23' Owsley 34', 42' | (verslag) | Merry 44'     | Twickenham Stoop, Londen Scheidsrechters: Liu Xiaoying (CHN) Michelle Meister (GER) |

### Finaleronde
De vier beste landen uit de groepsfase spelen de finaleronde. Ze plaatsen zich tevens voor het olympisch kwalificatietoernooi.
|  | Halve finale | Halve finale |       |           | Finale       | Finale |
|  |              |              |       |           |              |        |
|  | 27 juni      |              |       |           |              |        |
|  | Nederland    | 2            |       |           |              |        |
|  | Duitsland    | 1            |       |           |              |        |
|  |              |              |       |           |              |        |
|  |              |              |       |           | 29 juni      |        |
|  |              |              |       |           | Nederland    | 2 (4)  |
|  |              | Australië    | 2 (3) |           |              |        |
|  |              |              |       |           |              |        |
|  |              |              |       |           | Derde plaats |        |
|  | 27 juni      | 27 juni      |       | 29 juni   | 29 juni      |        |
|  | Argentinië   | 1 (3)        |       | Duitsland | 1 (3)        |        |
|  | Australië    | 1 (4)        |       |           | Argentinië   | 1 (1)  |

#### Halve finales
| 27 juni 2019 17:15                                  |           |                                          |                                                                                           |
| Argentinië                                          | 1-1       | Australië                                | Wagenerstadion, Amstelveen Scheidsrechters: Michelle Meister (GER) Michelle Joubert (RSA) |
| Jankunas 4'                                         | (verslag) | Kenny 29'                                | Wagenerstadion, Amstelveen Scheidsrechters: Michelle Meister (GER) Michelle Joubert (RSA) |
| Shoot-out                                           |           |                                          | Wagenerstadion, Amstelveen Scheidsrechters: Michelle Meister (GER) Michelle Joubert (RSA) |
| Rebecchi d'Elia Albertario Jankunas Di Santo d'Elia | 3-4       | Malone Nobbs Kenny Peris Williams Malone | Wagenerstadion, Amstelveen Scheidsrechters: Michelle Meister (GER) Michelle Joubert (RSA) |

| 27 juni 2019 20:00   |           |           |                                                                                   |
| Nederland            | 2-1       | Duitsland | Wagenerstadion, Amstelveen Scheidsrechters: Amber Church (NZL) Sarah Wilson (SCO) |
| Matla 52' Welten 56' | (verslag) | Grote 14' | Wagenerstadion, Amstelveen Scheidsrechters: Amber Church (NZL) Sarah Wilson (SCO) |

#### Wedstrijd om de derde plaats
| 29 juni 2019 14:30                          |           |                                         |                                                                                       |
| Duitsland                                   | 1-1       | Argentinië                              | Wagenerstadion, Amstelveen Scheidsrechters: Amber Church (NZL) Michelle Joubert (RSA) |
| Schröder 32'                                | (verslag) | Retegui 6'                              | Wagenerstadion, Amstelveen Scheidsrechters: Amber Church (NZL) Michelle Joubert (RSA) |
| Shoot-out                                   |           |                                         | Wagenerstadion, Amstelveen Scheidsrechters: Amber Church (NZL) Michelle Joubert (RSA) |
| Schröder Gräve Müller-Wieland Maertens Huse | 3-1       | Albertario Habif Rebecchi Von der Heyde | Wagenerstadion, Amstelveen Scheidsrechters: Amber Church (NZL) Michelle Joubert (RSA) |

#### Finale
| 29 juni 2019 17:00                   |           |                                         |                                                                                       |
| Nederland                            | 2-2       | Australië                               | Wagenerstadion, Amstelveen Scheidsrechters: Laurine Delforge (BEL) Sarah Wilson (SCO) |
| Veen 24' Jonker 49'                  | (verslag) | Williams 19' Nobbs 58'                  | Wagenerstadion, Amstelveen Scheidsrechters: Laurine Delforge (BEL) Sarah Wilson (SCO) |
| Shoot-out                            |           |                                         | Wagenerstadion, Amstelveen Scheidsrechters: Laurine Delforge (BEL) Sarah Wilson (SCO) |
| Keetels De Waard Verschoor Veen Stam | 4-3       | Nobbs Malone Fitzpatrick Williams Peris | Wagenerstadion, Amstelveen Scheidsrechters: Laurine Delforge (BEL) Sarah Wilson (SCO) |

## Eindstand
| Pos. | Team             |
| ---- | ---------------- |
| 1    | Nederland        |
| 2    | Australië        |
| 3    | Duitsland        |
| 4    | Argentinië       |
| 5    | België           |
| 6    | Nieuw-Zeeland    |
| 7    | China            |
| 8    | Groot-Brittannië |
| 9    | Verenigde Staten |

## Uitzendrechten
In Nederland was de Hockey Pro League te zien de rechtenhouder Ziggo Sport, die zowel de rechten van het mannen- als het vrouwentoernooi in handen had. Ziggo Sport zond alle wedstrijden van het Nederlandse vrouwenteam live uit op kanaal 14 van Ziggo Sport (gratis beschikbaar voor klanten van tv-aanbieder Ziggo) en op betaalzender Ziggo Sport Totaal.
Mannen:
2019, 2020/21, 2021/22, 2022/23, 2023/24, 2024/25
Vrouwen:
2019, 2020/21, 2021/22, 2022/23, 2023/24, 2024/25